# Guatteria insculpta
Guatteria insculpta é uma espécie de magnólia. Foi descrito pela primeira vez por Robert Elias Fries. Guatteria insculpta pertence ao gênero Guatteria, e família Annonaceae.
Este tipo de planta pode ser encontrado em:
- Brasil

Não existe esse tipo listado.